# António Fernandes da Silva Braga
António Fernandes da Silva Braga (Braga, 21 de Abril de 1953) é um político e inspector português.

## Biografia
Nasceu em 21 de Abril de 1953. Concluiu uma licenciatura em filosofia.
Exerceu como inspector da Inspecção Geral de Ensino, e foi deputado pelo Partido Socialista desde a quinta até à décima segunda legislatura, sempre nomeado pelo círculo eleitoral de Braga.
Também foi secretário de Estado das Comunidades, tendo em 2010 anunciado a exoneração de Jurgen Adolff, cônsul honorário de Portugal em Munique, devido à suspeita de estar envolvido no caso dos submarinos. Nesse ano, foi entrevistado pelo portal noticioso Swiss Info sobre as comunidades portuguesas no estrangeiro, com especial destaque para a criação do Observatório dos Luso-descendentes, que tinha como finalidade acompanhar o regresso dos jovens a território nacional, e a sua integração nas comunidades locais.
Em 26 de Maio de 2009, foi homenageado com a Grã-Cruz de Mérito da Alemanha, com estrela.